# Spokane (Volk)
Die Spokane oder Spokan sind ein nordamerikanischer Indianerstamm der Salish-Sprachfamilie.

Ihre traditionelle Heimat lag ursprünglich im Columbia-Plateau im Flussgebiet des gleichnamigen Spokane Rivers und dessen Nebenflüssen und erstreckte sich im Süden bis zum Oberlauf des Palouse River und im Westen bis zum Columbia River, die Spokane Falls (Stluputqu – „schnelles Wasser“) waren ein wichtiger traditioneller Versammlungsplatz sowie Handelsplatz für benachbarte Stämme – somit umfasste das Gebiet (ca. 12.000 km²) weite Teile des Nordostens im heutigen US-Bundesstaat Washington und des angrenzenden Nordwestens Idahos. Sie gehörten sprachlich wie die benachbarten Flathead (Séliš oder Salish), Lower Kalispel (Lower Pend d’Oreille), Upper Kalispel (Upper Pend d’Oreille) und Coeur d’Alene (Schitsu’umsh oder Skitswish) zu den Südlichen Binnen-Salish die sich, anders als die Küsten-Salish, den häufig trockeneren und gebirgigen Landschaften der Hochebenen des Columbia River anpassen mussten und zählte somit kulturell zum Kulturareal des Plateau. 

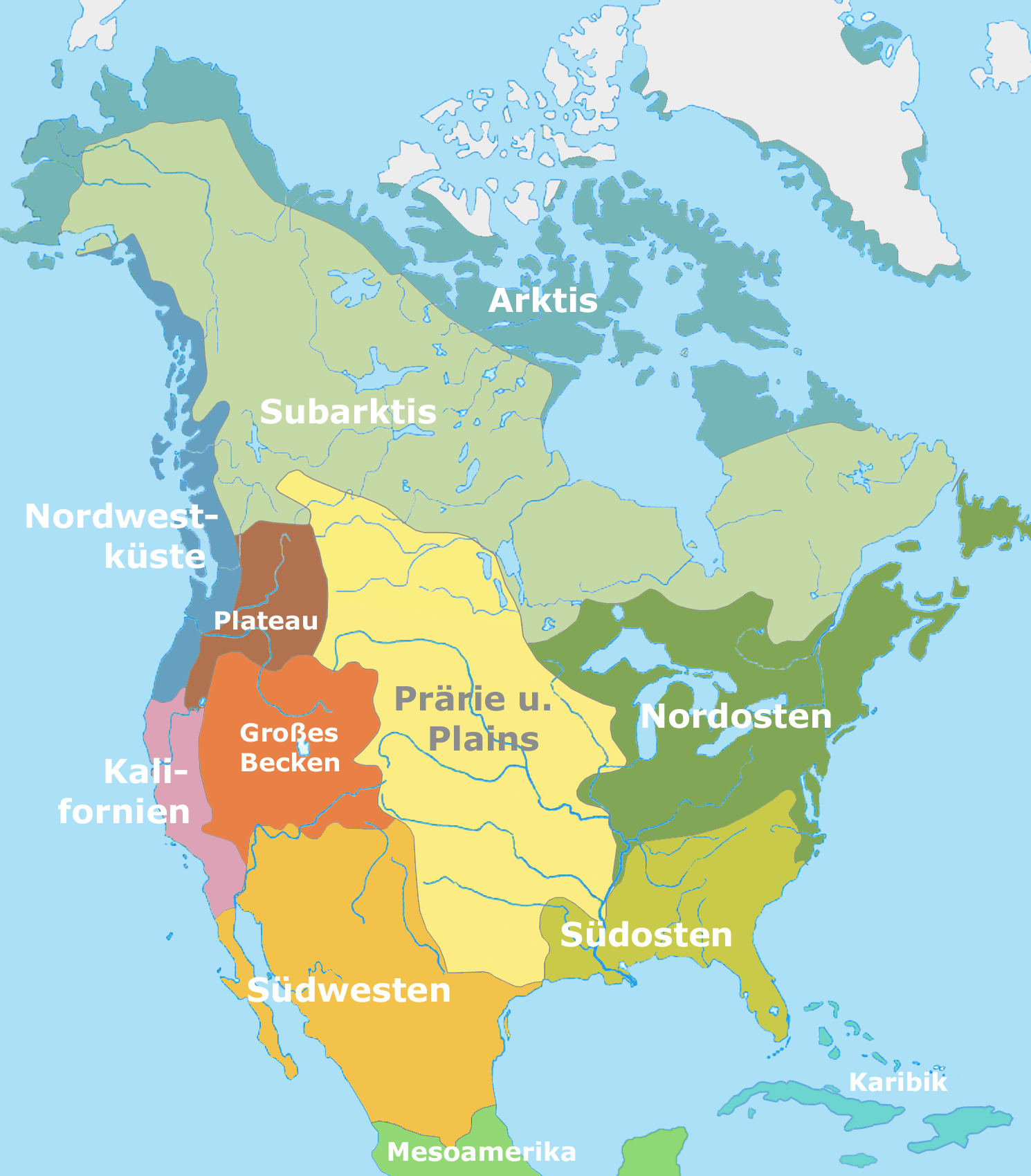
Indigene Kulturareale in Nordamerika. Die Spokane sind dem Plateau zuzurechnen

## Stammesname
Es gibt verschiedene Hypothesen für den Ursprung des heute allgemein gebräuchlichen Stammesnamens:
- Der Name "Spokane" bzw. "Spokan" wird heute meist als "Volk der Sonne" oder manchmal auch als "Schlammiges Volk" (bezüglich der Sumpfgebiete entlang der Flussläufe) wiedergegeben, es handelt sich jedoch wahrscheinlich um eine falsche Übersetzung ihres Eigennamens. Lt. Gibbs war dies ursprünglich nur die Bezeichnung der Coeur d’Alene für eine Band der Spokane, die später seitens der Europäer auf alle verbündeten Bands übertragen wurde; nach anderer Überlieferung geht er auf einen Häuptlingsnamen zurück.[2]
- Eine Stammeslegende berichtet, dass der Begriff "Spokane" sich von Spukcane herleite, dem Geräusch, das eine Schlange verursacht, wenn eine Person auf einen hohlen Baum schlägt, in dem sich die Schlange versteckt.
- Ihr Autonym wird als Spoqe'ind ("round head") bzw. Spoqín[3] oder Sp'q'n'iʔ bzw. Sp'q'n'i wiedergegeben, manchmal wird jedoch ebenfalls einfach Sqeliz ("das Volk, die Menschen") genannt.

## Regionale Bands der Spokane
Die Spokane unterteilten sich in drei große regionale Bands, die jeweils bezugnehmend auf die geographische Lage ihres Siedlungsgebiets entlang des Spokane Rivers bezeichnet wurden:
- Lower Spokane (Untere Spokane) oder Scqesciłni, Scqecioni ("Volk von Little Falls"): lebten im Nordwesten des Stammesgebiets; nördlich des Spokane River bis zu dessen Mündung in den Columbia River im Westen, den Spokane River flussaufwärts bis zur Siedlung Tum Tum am Long Lake (32 km nordwestlich vom heutigen Spokane) sowie entlang des Columbia nordwärts fast bis zur heutigen Grenze zwischen den USA und Kanada. Einer ihrer Hauptversammlungsplätze befand sich bei den Little Falls des Spokane River (nahe der Mündung in den Columbia River). Im Norden ihres Stammesgebiets lebten die Chewelah („Wasserschlange“, ursprünglich eine Band der Lower Kalispel (Lower Pend d’Oreille) in den Chewelah Mountains (auch: Calispell Mountains) und im Colville River Valley. In ihrem Gebiet wurde am Zusammenfluss des Spokane mit dem Columbia River Fort Spokane (1880 bis 1929) errichtet, um die Stämme der Spokane Tribe of the Spokane Reservation und der Confederated Tribes of the Colville Reservation von der erst 1871 gegründeten Stadt Spokane fernzuhalten. Weitere (meist historische) Namen: Stsêkastsiʼ / Tskaistsihlni / Skai-schil-tʼ-nish / Scaite Cuthinish / Chekisschee / Che-kis-chee / Che-kiss-chee (“Running Fast”); James Teit, Curtis, War Department, HBC, James Mooney, Winans, Department of Indian Affairs).[5]
- Middle Spokane (Mittlere Spokane), South Spokane (Südliche Spokane)[6] oder Snxʷme̓nʔey, Snx'w'meney ("Volk entlang des Steelhead-Forellen-Flusses, d. h. des Little Spokane River"): lebten südlich des Spokane River (und somit südlich der Lower und Upper Spokane) bis zum Oberlauf des Palouse River (einem rechten Nebenfluss des Snake River) im Süden sowie entlang des Crab Creek und Latah Creek (oder: Hangman Creek). Im Süden grenzte ihr Territorium an das der Palus (Palouse) und im Südosten an das der Coeur d’Alene (Schitsu’umsh oder Skitswish). Weitere (meist historische) Namen: Sin-ho-man-naish / Sinhomene (“Salmon Trout People”; William S. Lewis, Curtis), Sntutuūʼli (“Pounding”; James Teit), Sintootoo / Sin-too-too (James Mooney, Winans, Department of Indian Affairs), Sinohomenish / Sma-hoo-men-a-ish (“Middle Way Indians”/“Middle River Indians”/“Middle River People”; HBC, War Department, Ray).
- Upper Spokane (Obere Spokane) oder Sntʔtʔúlixʷ, Sntu't'ulixi ("Volk entlang der Wasserfälle"): lebten im Nordosten des Stammesgebiets; nördlich des Spokane River, von Tumtum weiter den Spokane River flussaufwärts bis zur Einmündung des Latah (Hangman) Creek, ihre Siedlungen konzentrierten sich entlang des Little Spokane River (Nxweme'a'tkxy – "Fluss, in dem die Steelhead-Forelle[7] wandert") und reichten bis zum Pend Oreille River und Lake Pend Oreille im Norden und ostwärts bis zum Coeur d’Alene Lake – allerdings wurden die Gebiete südwestlich sowie westlich der beiden genannten Seen bis ins heutige Washington hinein auch von den im Osten benachbarten Coeur d’Alene (Schitsu’umsh oder Skitswish) beansprucht. Wichtige Fischgründe befanden sich am Zusammenfluss des Spokane River mit dem Little Spokane River, an der Mündung des Latah (Hangman) Creek sowie bei den Spokane Falls (Stluputqu – „schnelles Wasser“ – in der Innenstadt des heutigen Spokane). Weitere (meist historische) Namen: Sin-too-too-oulish / Sintutuuli (“Muddy Creek People”; William S. Lewis[8], Curtis), Senxomê (“Salmon Trout”; James Teit), Sintatoluh / Sin-too-too-lish (“Up River People”/„Upper River Indians“; HBC, War Department, Ray), Sineegunomenah / Sin-ee-guo-men-ah / Sin-ce-quo-men-ah (James Mooney, Department of Indian Affairs, Winans), “People of Steelhead Trout Place” (Ray) oder “Lake People” (McCarty).

In manchen späteren Quellen werden die "Upper Spokane bands" und die "Middle Spokane bands" verwechselt oder als eine einzelne Band bezeichnet, so dass oftmals Namensgebungen bzw. Lokalisationen der regionalen Bands unklar sind; die "Upper Spokane" wurden manchmal auch als Snxwemi'ne ("Volk am Steelhead-Forellen-Platz"), die "Middle Spokane" als Squasi'lni ("Fischer" nach einem Siedlungsnamen) und die "Lower Spokane" als Sineka'lt ("[Volk] bei den Fällen, vermutlich den Little Falls", ebenfalls nach einem Siedlungsnamen) genannt. Alle genannten Bezeichnungen spiegeln die große Bedeutung der Fischerei für die Spokane wider.
Diese drei regionale Bands unterteilten sich wiederum in kleinere Bands sowie Lokalgruppen mit eigenen Fischgründen und Siedlungsplätzen jeweils unter der Führung eines Häuptlings (Salish: Ilmixʷm); heute sind nur noch folgende Spokane Bands namentlich bekannt:
- Sntu/t/uliz oder Sntʔtʔúlixʷ, Sntu't'ulixi (Upper Spokane)
- Snzmeme/, Snzmen/ey oder Snxʷme̓nʔey, Snx'w'meney (Middle Spokane)
- ScqesciOni oder Scqesciłni, Scqecioni (Lower Spokane)
- Sl/otewsi
- Hu sDmqeni

Manchmal werden jedoch folgende Spokane Bands gelistet:
- Uliz, wahrscheinlich identisch mit den Sntu/t/uliz
- Snzmeme, identisch mit den Snzmeme/
- Otewsi, wahrscheinlich identisch mit den Sl/otewsi
- Hu
- Sdmqeni

## Geschichte

### Nachbarstämme und Lebensstil
Für die Zeit vor 1800 gehen die Schätzungen über die Zahl der Spokane weit auseinander. Sie liegen zwischen 1.400 und 2.500. 1827 gab ein Angestellter der Hudson’s Bay Company ihre Zahl mit 704 an.
Im Osten, Norden und Westen waren die Nachbarstämme der Spokane die ebenfalls Salish sprechenden Coeur d’Alene, die Flathead, die Sanpoil und die Colville. Im Süden lebten Sahaptan (Shapitan, Sahaptin) sprechende Stämme: die „Nimipu“ (auch „Chopunnisch“, Nez Percé) und die Umatilla. Es gab Spokane, die auch Sahaptan sprechen konnten.
Mit der Einführung des Pferdes änderten vor allem die Upper Spokane ihre Lebensweise und überquerten gemeinsam mit Flathead, Kalispel und Nez Percé die Rocky Mountains, um Bisons zu jagen. Dabei kam es zu Auseinandersetzungen mit den Blackfoot.
Die Spokane fischten im Spokane und versammelten sich immer wieder an den großen Wasserfällen des Spokane im gleichnamigen heutigen Ort. In drei Gruppen lebten sie am Fluss: Obere Spokane, Mittlere Spokane und Untere Spokane. Sie gingen auf die Jagd und wohnten in Tipis. Mit dem Eintreffen weißer Pelzhändler übten sie auch Pelztierjagd und -handel aus.

### Erste Kontakte mit weißen Pelzhändlern und Missionaren
Die erste Überlieferung des Namens „Spokane“ ist aus dem Jahr 1807 belegt. Der Trapper und Kartograph David Thompson von der North West Company bezeichnete die drei Spokane-Gruppen auf diese Weise. Er ist vermutlich der erste Weiße, der ihr Land aufsuchte. Mit der Ankunft weiterer Pelzhändler änderte sich ihr Leben. Ein nicht namentlich bekannter Irokese und französischsprachige Händler brachten die Spokane in ersten Kontakt mit der christlichen Religion.
1810 etablierte die kanadische North West Company eine Pelzhandelsstation namens Spokane House an der Mündung des Little Spokane River in den Spokane, ungefähr 15 Kilometer flussabwärts der heutigen Stadt gleichen Namens. Das mit Palisaden umgebene Spokane House war die erste nicht-indianische Siedlung im Gebiet des heutigen Staates Washington. Sie befand sich auf dem Gebiet der Mittleren Spokane. 16 Jahre lang war sie das Hauptquartier des Pelzhandels zwischen den Rocky Mountains und der Kaskadenkette. Biberpelze wurden beispielsweise gegen Gewehre (30 Biberpelze) und Pferde (2 Biberpelze) getauscht. Als Konkurrenz gegen das britische Spokane House trat zeitweise Fort Spokane auf, das die US-Handelsgesellschaft Pacific Fur Company unterhielt.
1825 beschloss die Hudson’s Bay Company, die 1821 mit der North West Company verschmolzen worden war, Spokane House zu schließen und diesen Posten an die Kettle-Wasserfälle des Columbia zu verlegen. Dieser Posten wurde Fort Colville genannt.
Die erste Berührung mit christlichen Missionaren geschah durch Spokane Garry, der später Häuptling Garry wurde. Er hatte im späteren Winnipeg eine anglikanische Missionsschule besucht. Doch kam es bald zu einer Spaltung der Spokane durch verschiedene Konfessionen, denn ein Teil von ihnen ließ sich von Pierre-Jean De Smet, einem katholischen Jesuiten taufen.
1836 kam der Protestant Samuel Parker. Von 1836 bis 1848 warben die vom American Board of Commissioners for Foreign Missions ausgesandten Missionare Elkanah Walker und Cushing Eells unter den Spokane.

### Verstärkter Zuzug weißer Siedler und Goldsucher
Nach dem Ende des Kalifornischen Goldrauschs suchten die Goldsucher in anderen Regionen des amerikanischen Westens nach Gold, sodass um 1860 die Einwanderung weißer Siedler in das Gebiet der Spokane stark zunahm. Sie und ihre Nachbarstämme fühlten sich in ihrer Lebensweise bedroht und gründeten eine 1000 Köpfe umfassende Verteidigungsallianz mit den Coeur d’Alene, kleineren Gruppen von Yakama, Kalispel, und Palouse (Spokane-Coeur d’Alene-Paloos War, Yakima-War, auch Spokane War bzw. Coeur d’Alene War). Im Mai 1858 griffen rund 1000 Coeur d’Alene, Spokane, Yakama, Palouse und Nördliche Paiute 164 Soldaten der US-Armee unter Major Edward Steptoe (1816–1865) an, die eingesetzt worden waren, nachdem Palouse weiße Siedler getötet hatten. Eine größere Streitmacht unter Colonel George Wright (1803–1865) mit 600 Soldaten und einigen Nez Perce-Kundschaftern besiegte am 1. September 1858 die Indianer (Battle of Four Lakes). Die Indianer, diesmal weniger als 500 Krieger, hatten keine Chance gegen die neuen Repetiergewehre, wurden zurückgedrängt und einige getötet. Kein einziger Soldat verlor hierbei sein Leben.
Im Friedensvertrag von 1858 wurden die Spokane unter anderem dazu verpflichtet, Weiße friedlich durch ihr Gebiet ziehen zu lassen. Um sich der Spokane zu versichern, nahm Wright ihren Häuptling und vier Familien für ein Jahr als Geiseln. Missionare unterrichteten die Spokane in der Viehhaltung und dem Anbau von Getreide, was aber durch andere Weiße eingeschränkt und sabotiert wurde.
1872 brachten Missionare ein Lehrbuch der Spokane-Sprache heraus. Die Unteren Spokane unter Häuptling Lot bauten nahe Wellpinit eine presbyterianische Kirche, in der viele von ihnen getauft wurden. Aus dem Krieg der Nez Perce unter Häuptling Joseph hielten sie sich 1877 heraus.

### Ansiedlung in Reservate
Am 18. August 1877 erklärten sich die Unteren Spokane unter Häuptling Lot bereit, am 1. November in das Gebiet des späteren Spokane-Reservats zu ziehen, das erst am 18. Januar 1881 eingerichtet wurde.
1880 gab es 3000 Spokane. Fort Spokane wurde am Zusammenfluss von Spokane und Columbia errichtet, um weiße Siedler vor Indianerüberfällen zu schützen.
Die Oberen und Mittleren Spokane weigerten sich, denn das Reservat lag auf dem Gebiet der Unteren Spokane und sie waren nicht presbyterianisch, sondern katholisch.
1887 stimmten sie schließlich zu – nachdem der Siedlungsdruck ihre Lebensräume genommen hatte – in das Coeur-d’Alene-Reservat in Idaho oder andere nahegelegene Reservate zu ziehen, das Spokane-Reservat inbegriffen. Die Abmachung wurde erst am 13. Juli 1892 vom Kongress ratifiziert. Die Mehrheit der Oberen Spokane zog in das Coeur-d’Alene-Reservat und vermischte sich mit den ebenfalls katholischen und durch zahlreiche Verwandtschaften verbundenen Coeur d’Alene, einige zogen in das Flathead-Reservat in Montana. Die meisten der Mittleren Spokane begaben sich in das Spokane-Reservat. Nach einer Zählung des Bureau of Indian Affairs von 1897 lebten 340 Untere Spokane (die Gruppe von Lot) und 188 Obere und Mittlere Spokane (die Gruppe des Häuptlings Enoch) im Spokane-Reservat. 145 lebten bei den Coeur d’Alene, 91 im Flathead-Reservat.
Viele Spokane lebten jedoch weiterhin im Umland der schnell wachsenden Stadt Spokane, und es kam zu zahlreichen Konflikten um Land, in die auch Häuptling Garry verwickelt wurde.
Kurz vor der Jahrhundertwende kamen viele Stammesmitglieder bei einer Pocken-Epidemie ums Leben. 1902 erhielt das Innenministerium den Auftrag, das Land zu privatisieren. So erhielten ab 1906 651 Spokane Landbesitz im Gesamtumfang von 64.750 Acre. Alles andere Land durfte verkauft werden.
Im Spokane-Reservat blieb das Konfessionsproblem bestehen, denn jeweils die Hälfte der Bewohner hing einer der beiden Konfessionen an. Häuptling Lot zog weiße Lehrer vor. Im 1898 aufgegebenen Fort Spokane entstand eine Boarding School für die Kinder der Spokane. Unter Leitung der Spokane Agency wurde die Assimilation vorangetrieben, doch wehrten sich die Traditionalisten mit einem gewissen Erfolg dagegen.
Die erste katholische Kirche des Spokane-Reservats wurde 1911 errichtet. 1913 errichtete das Bureau of Indian Affairs eine Agentur in Wellpinit.

### Reorganisation und Wiedergutmachungen
Nachdem bereits 1934 der Indian Reorganization Act erlassen wurde, dauerte es noch bis 1951, dass sich der Stamm entsprechend dessen Vorgaben organisierte. Mit 95 zu 34 Stimmen akzeptierte der Stamm am 12. Mai, dass sich der Stamm eine formale, gewählte Organisation gab.
Noch im selben Jahr reichte der Stamm Klage wegen zu geringer Entschädigung für die Landenteignungen von 1887 ein und klagte zugleich wegen der schlechten Verwaltung der treuhänderischen Liegenschaften und des Vermögens. Nachdem der Stamm bei einer Abstimmung vom Dezember 1966 die Kompensationssumme von 6,7 Millionen Dollar für beide Verfahrensgegenstände zusammen mit 155 zu 3 Stimmen akzeptiert hatte, beschloss die Indian Claims Commission am 21. Februar 1967 die Summe auszuzahlen. Die Hälfte wurde an die rund 1.600 Anspruchsberechtigten verteilt oder sollte treuhänderisch für die nächste Generation aufbewahrt werden. Die andere Hälfte floss in Landrückkäufe, Ausbildungsprogramme und in Kredite.
Als 1973 Anhänger der Indianerbewegung ins Reservat kamen, wurden sie von den konservativen Spokane abgewiesen. 1974 zogen die Kalispel von ihrer Agentur in Nord-Idaho in das Spokane-Reservat. 1961 lebten hier 1.961 Spokane. 1989 zählte man hingegen nur 1.248.
1981 erhielt der Stamm letztmals eine Kompensation für das Missmanagement der für Indianer zuständigen Behörden von 271.431,23 Dollar.
Eine Fabrik für Furnier musste 1979 ihre Pforten schließen. Bis heute dominiert die Landwirtschaft, zumal seit der Fertigstellung des Grand Coulee Dam am Columbia auch hier Bewässerungswirtschaft betrieben wird. Am Spokane im südlichen Teil des Reservats werden damit 2000 Acre Land bewässert. Doch wurden die Spokane lange nicht an den Erträgen aus dem dort gestauten Wasser und der Energiegewinnung am Little Falls Dam beteiligt.
Nach jahrzehntelangem Streit, ob die Indianeragentur in Spokane oder im Reservat stehen, und um die Frage, ob es eine Unteragentur oder eine Agentur sein sollte, kam die Agentur nach Wellpinit ins Reservat. Dies hatte zur Folge, dass mehr Mittel in die Gesundheitspflege flossen. Auch Sprache und Kultur wurden nun stärker gefördert, wozu auch das Alex Sherwood Memorial Center beitrug, in dem sich eine Bibliothek und ein Museum, sowie das Stammesbüro befinden.

### Uranabbau im Spokane-Reservat und die Folgen
1954 fanden die Brüder Jim and John LeBret, beide Spokane, am Spokane Mountain Uran. 1955 bis 1981 wurde in einer Mine nahe der Ortschaft Wellpinit Uran abgebaut und in einer nahe gelegenen Uranmühle zu Yellowcake verarbeitet. Viele Stammesmitglieder fanden hierbei eine gut bezahlten Anstellung. Zahlreiche Krebsfälle entlang der Straße früherer Urantransporte sind im Spokane-Reservat zu verzeichnen, das Wasser des Blue River ist vergiftet.
Die Midnight Mine wurde von der Dawn Mining Company betrieben, die Sherwood Mine von Western Nuclear seit 1966. Zeitweise wurde die Option geprüft, hier ein Atomkraftwerk zu errichten. Ein Projekt zur Beseitigung der Verseuchung, die auch mit dem ersten Atomkraftwerk, der Hanford Site, zusammenhing, wurde auf 40 Millionen Dollar veranschlagt und sollte sich über mehr als ein Vierteljahrhundert erstrecken.

### Wiederbelebung der Sprache und Identität
Ihre Sprache, das Npoqínišcn (Spokane), ist ein Dialekt des Montana Salish (npoqínišcn-qlispé-séliš, auch: Kalispel–Pend d’Oreille, Kalispel–Spokane–Flathead oder Spokane–Kalispel–Bitterroot Salish–Upper Pend d’Oreille) und zählt zu den Südlichen Binnen-Salish-Sprachen; weitere Dialekte sind das Séliš (Salish) der Flathead (Séliš bzw. Salish) sowie das Qlispé/Qalispé (Kalispel) der Upper Kalispel (Upper Pend d’Oreille), Lower Kalispel (Lower Pend d’Oreille) und der Chewelah.
Der Gebrauch der Salish-Sprachen hat wieder zugenommen, doch ob sich die Sprachen retten lassen, ist unklar. Da es zu zahlreichen Verbindungen mit Weißen kam, ist die Stammesidentität vielfach an das Reservat selbst übergegangen, mehr als an eine der ursprünglichen Nationen.

### Demografie
Gemäß Schätzungen lebten gegen Ende des 18. Jahrhunderts zwischen 1.400 und 2.500 Spokane. Der US-Zensus von 1910 spricht von 643 Spokane (gemeint sind hierbei die Spokane des Spokane Tribe of the Spokane Reservation in Washington – hierbei bestehend aus Nachkommen der Lower Spokane sowie der Mehrheit der Middle Spokane). Separate Zahlen für Stammesmitglieder mit Spokane-Vorfahren auf den benachbarten Reservaten der Confederated Salish and Kootenai Tribes of the Flathead Nation (mit Nachkommen einer Minderheit der Upper Spokane), des The Coeur D’Alene Tribe, Coeur D’Alene Reservation, Idaho (mit Nachkommen der Mehrheit der Upper Spokane) sowie der Confederated Tribes of the Colville Reservation (mit Nachkommen einer Minderheit der Upper Spokane und der Middle Spokane) gibt es nicht, so dass keine Gesamtzahl von Stammesangehörigen mit Spokane-Vorfahren bzw. die sich selbst als Spokane identifizieren angegeben werden kann.

### Bekannte Spokane
- Der Spokane-Häuptling Tum-se-ne-ho („Der Mann ohne Blut“) wurde von Paul Kane 1847 gemalt[14].

- Spokane Garry (1811–1892) wurde 1827 getauft und besuchte eine Missionsschule in Winnipeg (Kanada). Sein Vater war ein Häuptling der Mittleren Spokane. 1829 ging er zu den Spokane, missionierte und unterwies sie in landwirtschaftlichen Methoden. Er wirkte ausgleichend zwischen den Spokane und den weißen Siedlern. Als der Yakama-Aufstand sich abzeichnete, dem sich einige jüngere Spokane anschließen wollten, trat er für Frieden ein. Sein Nachfolger wurde Häuptling Lot[15][16].

- Charlene Teters (Slum Tah) ist eine Künstlerin, die sich gegen die Verwendung Indianer karikierender Maskottchen im Sport einsetzt.

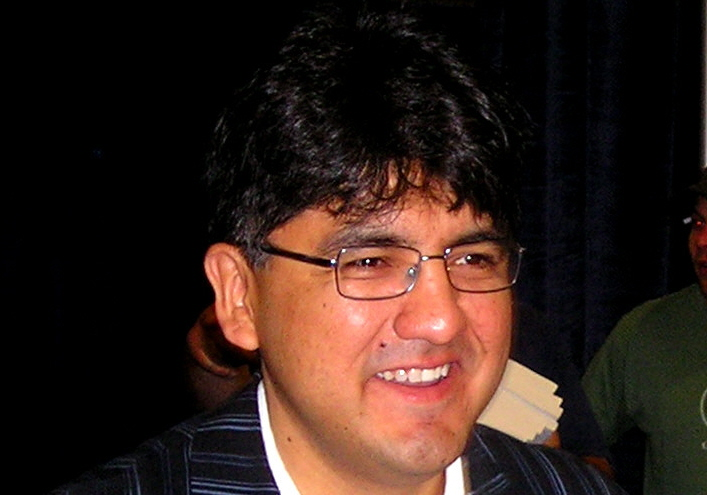
Sherman Alexie

- Der Spokane/Coeur-d’Alene-Indianer Sherman Alexie ist ein bedeutender Schriftsteller und zeigt in manchen seiner Erzählungen schonungslos die Zustände in den Stammesreservaten auf. Er lebt heute in Seattle. Der Film „Smoke Signals“, der ausschließlich von Indianern produziert wurde, basiert auf einer Kurzgeschichte von Sherman Alexie.

### Nach den Spokane benannte Orte
Neben dem Spokane River und dem Spokane Mountain sind das Spokane County in Washington und Spokane (nach Seattle die zweitgrößte Stadt) sowie die Gemeinde Spokane Valley nach dem Stamm benannt.

## Heutige Stämme der Spokane oder mit Spokane-Nachfahren
Die Spokane sind heute in mehreren auf Bundesebene anerkannten Stämmen (federally recognized tribe) organisiert:

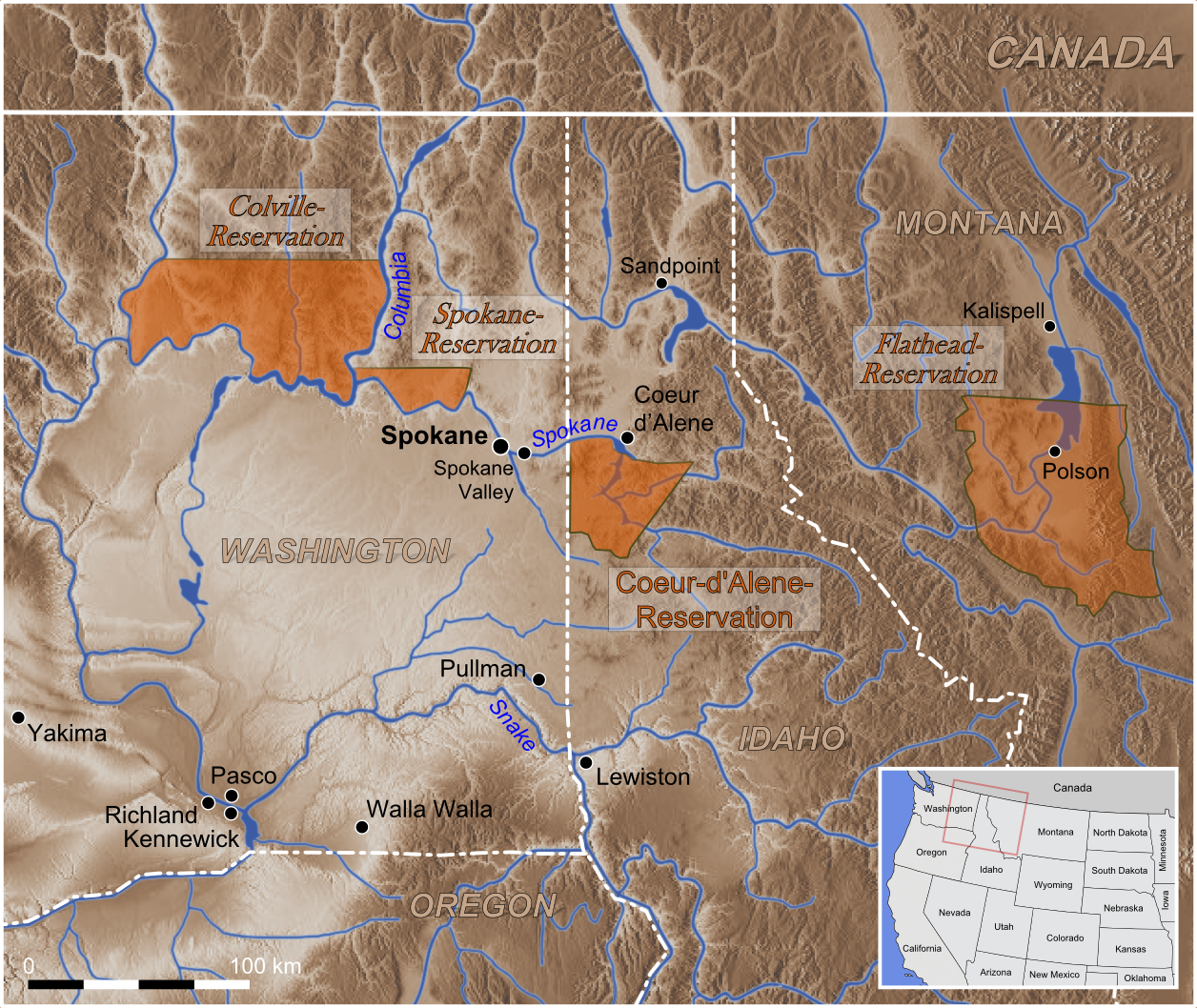
Heutige Reservate der Spokane, Colville, Coeur d’Alene und Flathead

- Spokane Tribe of the Spokane Reservation: Da die Spokane Reservation sich im Territorium der Lower Spokane befindet, stellen sie die Mehrheit der Bevölkerung, jedoch zog später zwangsweise ebenso der Großteil der Middle Spokane in die Spokane Reservation – zudem hatten sich bereits früher die politisch-militärisch von den Spokane dominierten Chewelah (ursprünglich eine Band der Lower Kalispel (Lower Pend d’Oreille)) als Chewelah Band of Indians den Lower Spokane angeschlossen und waren ebenfalls ins Reservat gezogen. Das Reservat im Osten Washingtons hat heute eine Größe von etwa 637 km² und befindet sich fast ausschließlich im Stevens County – jedoch umfasst es zusätzlich zwei sehr kleine Parzellen Land (ca. 1,52 Acres) und Fischgründe entlang des Spokane River im Nordosten von Lincoln County; der Verwaltungssitz und zugleich Hauptort ist Wellpinit. Die Stammesmitglieder wählen als ihre Vertretung den Spokane Tribal Business Council, der wiederum den Stammesvorsitzender (Tribal Chairman) bestimmt (vergleichbar mit den vormals ebenfalls durch Ratswahl bestimmten Häuptling). Jedes Jahr gibt es ein Pow Wow, das Annual Spokane Tribal Labor Day Pow Wow. 1991 weihte der Stamm eine Lachszucht ein, weitere Arbeitsplätze bieten die Holzwirtschaft und das älteste Spielkasino Washingtons. 1969 zählte der Stamm 1.657 registrierte Mitglieder, von denen allerdings nur ein Drittel im Reservat lebte, viele lebten in der nahe gelegenen Großstadt Spokane[17]. Bei einer Zählung aus dem Jahre 2006 hatte der Stamm 2.441 Mitglieder; aktuell (September 2013) gibt es 2.992 Stammesmitglieder, von denen 1.437 innerhalb der Reservation leben.[18][19]
- Confederated Salish and Kootenai Tribes of the Flathead Nation: Eine Minderheit der Upper Spokane[20] bilden heute zusammen mit den Flathead (Seliš oder Salish), Upper Kalispel (Upper Pend d’Oreille) und der Ksanka Band (K̓upawi¢q̓nuk) der Lower Kootenai diesen Stamm auf der Flathead Reservation (Pablo-Salish & Kootenai Reservation) im Nordwesten von Montana zwischen den Städten Kalispell und Missoula, zwei Drittel des Reservatgebiets liegen im Lake County, ein Drittel erstreckt sich nach Sanders County im Westen, Missoula County im Süden und Flathead County im Norden. Das Reservat umfasst etwa 5.058 km². Der indianische Regierungs- und Verwaltungssitz ist Pablo. Der Stamm zählt heute (2013) ca. 6.800 Stammesmitglieder, von denen ca. 4.000 innerhalb der Reservation leben.
- The Coeur D’Alene Tribe, Coeur D’Alene Reservation, Idaho: Das Coeur-d’Alene-Reservat erstreckt sich auf einer Fläche von 345.000 Acres im Worley und Lovell Valley im nördlichen Idaho und umfasst Farmland (mit Anbau von Weizen, Gerste, Bohnen, Linsen) und Ausläufer der Rocky Mountains sowie den Lake Coeur d'Alene und die Flüsse Coeur d’Alene und St. Joe. Hier wohnt neben den Coeur D’Alene die Mehrheit der Upper Spokane, da in den 1890er Jahren die letzten 90 Familien der Upper Spokane sowie eine kleine Gruppe der Lower Kalispel (Lower Pend d’Oreille) gezwungen wurden, den städtischen Großraum rund um Spokane zu verlassen und sich in einem umliegenden Reservat anzusiedeln. Heute zählt der Stamm nach eigenen Angaben insgesamt 2.190 Stammesmitglieder, wobei nicht zwischen Coeur D’Alene und Upper Spokane unterschieden wird.
- Confederated Tribes of the Colville Reservation: Die Colville Reservation liegt im Okanogan County im Osten Washingtons, den Stämmen gehört zudem ein kleines Landstück im Chelan County als trust land. Die historischen zwölf Stämme sind folgende: die Colville (Swhy-ayl-puh), Nespelem, Sanpoil, Sinixt (auch: Lakes oder Arrow Lakes Band), Wenatchi, Chelan, Entiat, Methow, Sinkaietk (auch: Lower oder Southern Okanagon), den Sinkiuse-Columbia (auch: Middle Columbia Salish) und die Sahaptian-sprachigen Palus (auch: Palouse) und die Chief Joseph’s Band of Nez Perce; zudem zogen kleine Gruppen der Upper Spokane und Middle Spokane ebenfalls in die Colville Reservation – sie konnten jedoch ihre separate Identität nicht behaupten und werden daher nicht zu den historischen Stämmen der Confederated Tribes gerechnet. Im Jahr 2015 zählte der Stamm nach eigenen Angaben 9.500 Mitglieder.

Viele Spokane leben heute jedoch außerhalb der Reservate in den benachbarten Städten und hierunter die meisten in der Stadt Spokane.